# Черноручье (Ленинградская область)
Черноручье — деревня в Бережковском сельском поселении Волховского района Ленинградской области.

## История
Деревня Черноручья упоминается на карте Санкт-Петербургской губернии А. М. Вильбрехта 1792 года.
На карте Санкт-Петербургской губернии Ф. Ф. Шуберта 1834 года она обозначена как деревня Черноручье.

ЧЕРНОРУЧЬЕ — деревня принадлежит Казённому ведомству, число жителей по ревизии: 43 м. п., 41 ж. п. (1838 год)

Как деревня Черно-Ручье она отмечена на карте Ф. Ф. Шуберта 1844 года.

ЧЕРНОРУЧЬЕ — деревня Ведомства государственного имущества, по просёлочной дороге, число дворов — 22, число душ — 50 м. п. (1856 год)

ЧЕРНОРУЧЬЕ — деревня казённая при колодце, число дворов — 25, число жителей: 55 м. п., 60 ж. п.; Часовня православная. (1862 год)

В конце XIX века деревня административно относилась к Городищенской волости 2-го стана Новоладожского уезда Санкт-Петербургской губернии, в начале XX века — 1-го стана.
По данным «Памятной книжки Санкт-Петербургской губернии» за 1905 год деревня Черноручье входила в Задневское сельское общество.
Согласно военно-топографической карте Петроградской и Новгородской губерний издания 1915 года деревня называлась Черно-Ручье, через деревню протекал ручей Черной.
В 1917 году деревня входила в состав Городищенской волости.
С 1917 по 1923 год деревня Черноручье входила в состав Захожской волости Новоладожского уезда.
С 1923 года в составе Пролетарской волости Волховского уезда.
С 1924 года в составе Зареченского сельсовета.
Согласно данным переписи населения СССР 1926 года в деревне Черноручье проживали 144 человека — все русские.
С 1927 года в составе Волховского района.
В 1928 году население деревни Черноручье также составляло 144 человека.
По данным 1933 года деревня Черноручье входила в состав Зареченского сельсовета Волховского района.

План деревни Черноручье. 1941 год

Согласно топографической карте РККА 1941 года деревня насчитывала 25 дворов. В деревне был организован колхоз «имени 7-го съезда Советов».
В 1958 году население деревни Черноручье составляло 30 человек.
С 1960 года в составе Прусыногорского сельсовета.
По данным 1966, 1973 и 1990 годов деревня Черноручье также входила в состав Прусыногорского сельсовета сельсовета.
В 1997 году в деревне Черноручье Бережковской волости проживаи 3 человека, в 2002 году — также 3 человека (все русские).
В 2007 году в деревне Черноручье Бережковского СП — 13 человек.

## География
Деревня расположена в южной части района на автодороге 41К-373 (Бережки — Заднево).
Расстояние до административного центра поселения — 17 км.
Расстояние до ближайшей железнодорожной станции Гостинополье — 39 км.
Деревня находится на правом берегу Черноруцкого ручья.

## Демография
| 1838 | 1862 | 1997 | 2002 | 2007 | 2010 | 2017 |
| ---- | ---- | ---- | ---- | ---- | ---- | ---- |
| 84   | ↗115 | ↘3   | →3   | →3   | ↗8   | ↗11  |

### Национальный состав
Согласно данным Всероссийской переписи населения 2021 года в деревне проживали 8 человек, все русские.